# أ. فيليب راندولف
آسا فيليب راندولف (بالإنجليزية: A. Philip Randolph)‏ (15 أبريل 1889 ـ 16 مايو 1979) رائد في حركة الحقوق المدنية، والحركة العمالية الأمريكية، والأحزاب السياسية الاشتراكية.
في عام 1925، قام بتنظيم وقيادة «أخوية حمالي عربات النوم»، وهو أول اتحاد عمال أمريكي أفريقي، وكان راندولف في بداية حركة الحقوق المدنية والحركة العمالية صوتًا لا يمكن إسكاته، وبسبب تحريضه المستمر بدعم من زملائه الناشطين في مجال حقوق العمال ضد الممارسات العنصرية غير العادلة دفع الرئيس فرانكلين دي روزفلت إلى إصدار الأمر التنفيذي 8802 في عام 1941، والذي يمنع التمييز العنصري في مجال الصناعات العسكرية خلال الحرب العالمية الثانية، ثم ضغطت المجموعة بنجاح على الرئيس هاري س. ترومان لإصدار الأمر التنفيذي 9981 في عام 1948 الذي وضع حدًا للفصل العنصري في القوات المسلحة.
في عام 1963، كان راندولف رئيساً لمسيرة الحقوق المدنية إلى واشنطن التي نظمها بايارد روستين، حيث ألقى القس مارتن لوثر كينغ الابن خطابه «لدي حلم» وألهم راندولف إنشاء «ميزانية الحرية» والتي تسمى أحيانًا «ميزانية راندولف للحرية»، والتي تهدف إلى التعامل مع المشكلات الاقتصادية التي تواجه مجتمع السود، وقد نشرتها جمعية راندولف في يناير 1967 باسم «ميزانية الحرية لجميع الأميركيين».

## النشأة والتعليم
ولد راندولف في 15 أبريل 1889، في مدينة كريسنت، في فلوريدا، وهو الابن الثاني للقس جيمس ويليام راندولف، الذي كان خياطًا وكاهنًا في الكنيسة الأسقفية الأفريقية الميثودية، وإليزابيث روبنسون راندولف، التي كانت خياطة ماهرة. انتقلت عائلته في عام 1891 إلى جاكسونفيل، فلوريدا، التي كان فيها مجتمع أمريكي من أصل أفريقي مزدهر وراسخ.
علم راندولف من والده أن اللون كان أقل أهمية من شخصية الفرد وسلوكه، وتعلّم من والدته أهمية الدفاع عن نفسه جسديًا ضد أولئك الذين يسعون إلى إيذاء الشخص أو عائلته في بعض الأحيان، يتذكر راندولف بوضوح الليلة التي جلست فيها والدته في الغرفة الأمامية لمنزلهم والبندقية في يدها، في حين دسّ والده المسدس تحت معطفه وذهب لمنع بعض المجرمين من قتل رجل في سجن المقاطعة المحلي. كان آسا وشقيقه جيمس من الطلاب المتفوقين، فقد التحقوا بمعهد كوكمان في شرق جاكسونفيل، المدرسة الثانوية الأكاديمية الوحيدة في فلوريدا للأمريكيين من أصل أفريقي. برع آسا في الأدب، والدراما، والخطابة، ولمع في فريق البيسبول المدرسي، وغنّى معزوفات منفردة مع جوقة المدرسة، وكان الطالب المتفوق في فصل التخرج لعام 1907.
بعد التخرج، عمل راندولف في وظائف عابرة، وخصص وقته للغناء والتمثيل والقراءة، وأقنعه كتاب بعنوان «أرواح المجتمع الأسود» بأن الكفاح من أجل المساواة الاجتماعية كان الأمر الأكثر أهمية وقتها، وبعد منعه من العمل في جميع الوظائف باستثناء اليدوية منها في الجنوب، انتقل راندولف إلى مدينة نيويورك في عام 1911، حيث كان يتلقى دورات في العلوم الاجتماعية في كلّية المدينة.

## الزواج والعائلة
في عام 1913، تزوج راندولف من السيدة لوسيل كامبل جرين، التي كانت أرملة، وخريجة جامعة هوارد، وسيدة أعمال شاركته سياساته الاشتراكية، وقد كانت تملك مالًا كافيًا لدعم زوجها وأطفالها على حد سواء.

## بداية المهنة
بعد وقت قصير من زواجه، ساعد في تنظيم جمعية شكسبير في هارلم، وأدى ضمنها أدوار هاملت، وعطيل، وروميو، وكحال الجميع، رغب راندولف في أن يصبح ممثلًا لكن والديه لم يوافقا على ذلك.
تعرّف راندولف في نيويورك على الاشتراكية، والأيديولوجيات التي تبنّاها العمال الصناعيين في العالم، والتقى بتشاندلر أوين طالب الحقوق في جامعة كولومبيا، وطوّر الاثنان تركيبة تجمع بين الاقتصاد الماركسي والأفكار الاجتماعية لليستر فرانك وارد، بحجة أن الناس يمكن أن يكونوا أحرارًا فقط في حال عدم وجود حرمان اقتصادي، وفي هذه المرحلة طور راندولف الشكل الذي سيأخذه إليه نشاطه في مجال الحقوق المدنية، والذي سيؤكد فيه على أهمية العمل الجماعي كوسيلة ليحقق السود من خلالها المساواة القانونية والاقتصادية، وتحقيقًا لهذه الغاية افتتح هو وأوين مكتبًا للتوظيف في هارلم لتوفير التدريب الوظيفي للمهاجرين الجنوبيين وتشجيعهم على الانضمام إلى النقابات العمالية.
أسّس راندولف مع تشاندلر أوين في عام 1917 مجلة المرسال بمساعدة من الحزب الاشتراكي الأميركي، وكانت مجلة شهرية راديكالية شنّت حملة ضد الإعدام، وعارضت مشاركة الولايات المتحدة في الحرب العالمية الأولى.
وقد وصفت وزارة العدل مجلة المرسال بأنها المجلة الأكثر قدرة وخطورة من بين جميع منشورات الأفارقة الأمريكيين.

## تنظيمه للاتحاد
كانت أول تجربة لراندولف مع منظمة العمال في عام 1917 عندما نظم اتحاد عمال المصاعد في مدينة نيويورك، وفي عام 1919 أصبح رئيسًا للأخوية الوطنية للعمال الأمريكيين، وهو اتحاد نُظم من قبل عمال بناء السفن الأمريكيين من أصل أفريقي في منطقة تيدووتر في فيرجينيا، وقد حُلّ الاتحاد في عام 1921 تحت ضغط من اتحاد العمل الأميركي.
كان نجاحه الأكبر مع مجموعة أخوية حمالي عربات النوم  BSCPالذين انتخبوه رئيسًا في عام 1925، وقد كان أول جهد جاد له في تشكيل مؤسسة عمل لموظفي شركة البولمان التي كانت توظف قسمًا كبيرًا من الأفارقة الأمريكيين، وتوسعت السكك الحديدية بشكل كبير في أوائل القرن العشرين، وكانت الوظائف متوفرة بشكل جيد نسبيًا في وقت كان ينتشر فيه التمييز العنصري على نطاق واسع، ولكن بسبب عدم وجود نقابة للحمالين كان يعاني معظمهم من ظروف عمل سيئة ويتلقون أجورًا منخفضة.
بموجب توجيهات راندولف تمكنت BSCP من تسجيل 51% من الحمالين خلال سنة واحدة فقط، ولكن ذلك أغضب شركة بولمان التي زادت الإجحاف بحق العمال، ولكن تغير ذلك مع انتخاب الرئيس فرانكلين د. روزفلت في عام 1932، فقد أُحدثت تعديلات على قانون عمال السكك الحديدية في عام 1934 وأدى ذلك لتحسّن وضع الحمالين بشكل واضح.

## قائدًا للحقوق المدنية
برز راندولف من خلال نجاحه مع BSCP كأحد أبرز المتحدثين باسم الحقوق المدنية الأمريكية الأفريقية، واقترح هو وبايارد روستن وأ.ج. موست مسيرة في واشنطن للاحتجاج على التمييز العنصري في المجال الحربي، ووضع حد للفصل العنصري، والوصول إلى وظائف الدفاع بشكل عادل، واقترح قانونًا لمكافحة الإعدام، وإلغاء التمييز العنصري في القوات المسلحة الأمريكية. 
في النهاية تحقق ما أراده راندولف لمسيرته في واشنطن من أجل العمل والحرية في 28 أغسطس عام 1963، والتي جذبت ما بين 200000 إلى 300000 شخص إلى العاصمة، وغالبًا ما يُحكى عن هذا الحشد بأنه نقطة هامة جدًا في مسيرة حركة الحقوق المدنية، كما أنه ساعد على إبقاء القضية في الوعي العام للشعب، وبالرغم من ذلك وبعد اغتيال الرئيس كينيدي بعد ثلاثة أشهر، توقفت تشريعات الحقوق المدنية في مجلس الشيوخ، ولم يصدر قانون الحقوق المدنية حتى العام التالي تحت قيادة الرئيس ليندون جونسون.

## الدين
تجنب راندولف التحدث عن معتقداته الدينية علانية لتجنب استبعاده من الدوائر الانتخابية المتنوعة، على الرغم من اعتقاد البعض بأنه ملحد، خاصة من ينتقده، عُرف راندولف بأنه مع الكنيسة الأسقفية الأفريقية الميثودية التي نشأ فيها. كان رائدًا في استخدام احتجاجات الصلاة، والتي أصبحت تكتيكًا رئيسيًا لحركة الحقوق المدنية.

## وفاته
توفي راندولف في شقته في مانهاتن في 16 مايو 1979، وكان يعاني لعدة سنوات قبل وفاته من مرض في القلب، وارتفاع في ضغط الدم. لم يكن لديه أقارب معروفون، توفيت زوجته في عام 1963.

## الجوائز وأوسمة الشرف
- تسلّم راندولف وسام الحرية الرئاسي في عام 1964 من الرئيس ليندون جونسون.
- في عام 1967 مُنح جائزة مؤسسة Eugene V. Debs.
- في عام 1967 حصل على جائزة Pacem in Terris Peace and Freedom  للسلام والعدالة.
- حصل على لقب إنسانيّ العام في عام 1970 من قبل الرابطة الإنسانية الأمريكية.

## روابط خارجية
- أ. فيليب راندولف على موقع IMDb (الإنجليزية)
- أ. فيليب راندولف على موقع الموسوعة البريطانية (الإنجليزية)
- أ. فيليب راندولف على موقع ميوزك برينز (الإنجليزية)
- أ. فيليب راندولف على موقع إن إن دي بي (الإنجليزية)
- أ. فيليب راندولف على موقع قاعدة بيانات الفيلم (الإنجليزية)